# Аеродром Болоња
Аеродром Гуљермо Маркони Болоња (итал. Aeroporto di Bologna-Guglielmo Marconi) је ваздушна лука великог италијанског града Болоње, смештена 6 km североисточно од града. Аеродром носи име по знаменитом италијанском научнику Гуљерму Марконију.
То је седма по промету ваздушна лука у Италији - 2018. године промет путника је био преко 8,5 милиона.
Аеродром је авио-чвориште је за нискотарифну авио-компаније „Рајанер”.